# چوا راجگان
چوا راجگان (به انگلیسی: Choa Rajgan) یک روستا در پاکستان است که در پنجاب واقع شده‌است.